# 피아노 소나타 4번 (모차르트)
볼프강 아마데우스 모차르트의 피아노 소나타 4 번 내림마장조, K . 282 / 189g는 3 악장으로 구성된 소나타이다.
1. Adagio
2. Menuetto I–II
3. Allegro

일반적인 공연은 약 12분이 소요된다.
모차르트는 1774년 말부터 다음해 3월 초까지 뮌헨을 방문했을 때 이 작품을 썼다.